# Potensserie
En potensserie (i en variabel) är en serie på formen
{\displaystyle f(x)=\sum _{n=0}^{\infty }a_{n}(x-c)^{n}=a_{0}+a_{1}(x-c)+a_{2}(x-c)^{2}+\dots }
där koefficienterna an, centrumpunkten c och variabeln x vanligtvis är reella eller komplexa tal. Serier av den här typen dyker upp i samband med Taylorserier.
I många sammanhang är c lika med noll, till exempel för en Maclaurinserie. I dessa fall får potensserien det något enklare utseendet
{\displaystyle f(x)=\sum _{n=0}^{\infty }a_{n}x^{n}=a_{0}+a_{1}x+a_{2}x^{2}+\dots }
Sådana här potensserier dyker främst upp inom analysen, men också inom kombinatoriken (som genererande funktioner) och elektrotekniken (i Z-transformen). Decimalnotationen för heltal kan ses som en potensserie där x är lika med 10.

## Egenskaper
Om en reell potensserie {\displaystyle f(x)=\sum _{k=0}^{\infty }a_{k}x^{k}} konvergerar för något {\displaystyle x_{0}}, konvergerar den absolut för alla {\displaystyle x} sådana att {\displaystyle |x|<|x_{0}|}. Antingen konvergerar serien för alla {\displaystyle x} eller finns det en konvergensradie, {\displaystyle R}, sådan att serien konvergerar för {\displaystyle |x|<R}. För {\displaystyle x=\pm R} går det inte att säga något allmänt om konvergens − potensserien kan konvergera betingat, absolut eller divergera. Innanför konvergensradien kan serien deriveras och integreras termvis enligt
{\displaystyle \int \left(\sum _{k=0}^{\infty }a_{k}x^{k}\right)dx=\sum _{k=0}^{\infty }{\frac {a_{k}x^{k+1}}{k+1}}+C}
{\displaystyle {\frac {d}{dx}}\left(\sum _{k=0}^{\infty }a_{k}x^{k}\right)=\sum _{k=0}^{\infty }ka_{k}x^{k-1}}.
Detta är inte en självklar egenskap utan kommer ifrån att potensserier konvergerar likformigt.
Ovanstående egenskaper utvidgas enkelt till komplexa potensserier.

## Exempel
Ett polynom kan enkelt uttryckas som en potensserie runt något centrum c, även om de flesta koefficienterna blir lika med 0. Till exempel så kan polynomet f(x) = x² + 2x + 3 skrivas runt c=0 som
{\displaystyle f(x)=3+2x+1x^{2}+0x^{3}+0x^{4}+\dots }
eller runt c=1 som
{\displaystyle f(x)=6+4(x-1)+1(x-1)^{2}+0(x-1)^{3}+0(x-1)^{4}+\dots }
Ett par av de viktigaste exemplen är den geometriska serien
{\displaystyle {\frac {1}{1-x}}=\sum _{n=0}^{\infty }x^{n}=1+x+x^{2}+x^{3}+\dots }
som konvergerar för |x| < 1 samt exponentialfunktionen
{\displaystyle e^{x}=\sum _{n=0}^{\infty }{\frac {x^{n}}{n!}}=1+x+{\frac {x^{2}}{2!}}+{\frac {x^{3}}{3!}}+\dots }
Dessa serier har varit Taylorserier, men det finns potensserier som inte är Taylorserier till någon funktion, till exempel
{\displaystyle \sum _{n=0}^{\infty }n!x^{n}=1+x+2!x^{2}+3!x^{3}+\dots }
Koefficienterna i en potensserie an får inte bero på x. Följande är alltså inte ett exempel på potensserier.
{\displaystyle 1+\sin(x)x+\sin(2x)x^{2}+\sin(3x)x^{3}+\dots }